# Esra Özatay

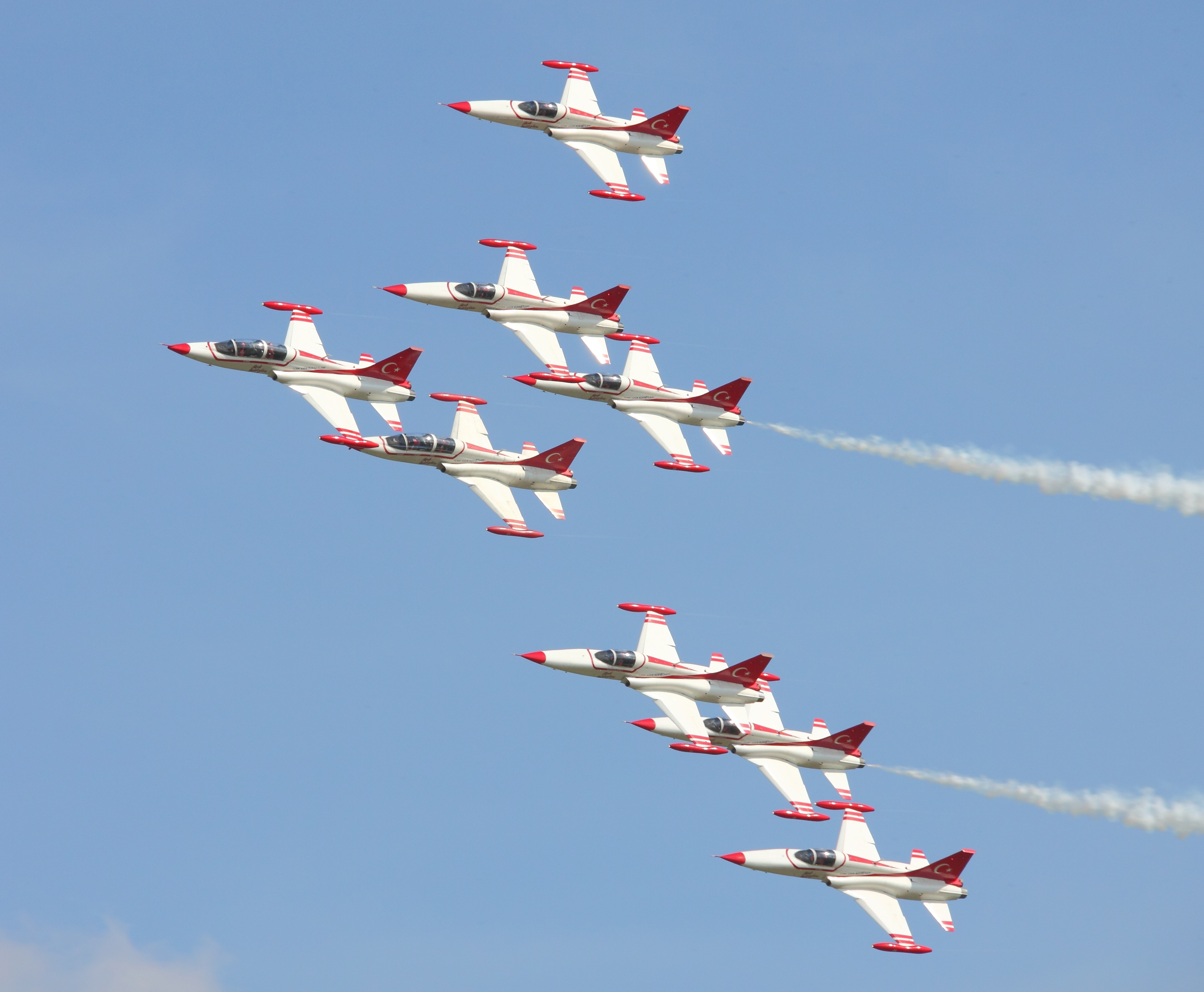
Türk Yıldızları o Flotilla 134

Esra Özatay (Alemanya, 1976) és una aviadora de combat turca. Ha estat la primera dona comandant d'una flotilla aèria a Turquia. Des del 30 d'agost de 2016, la Major Özatay és la comandant del famós equip acrobàtic aeri "Filotilla 134", més conegut internacionalment amb el seu nom en anglès Turkish Stars (Türk Yıldızları en turc). Abans, Özatay era pilot d'acrobàcia aèria de la flotilla d'1 + 7 avions F-5, i també professora de pilotatge. Nascuda a Alemanya, com Esra İşçi, una de les dues filles (l'altra és Sevim) de la família Hacer-Mustafa İşçi, Esra va rebre l'educació bàsica i secundària a Beykoz (on va tornar a viure la parella, amb les nenes, després d'Alemanya) i Kadıköy, Istanbul, abans d'entrar a l'Escola d'Aviació Militar el 1992. És casada i mare de dos fills.